# Michal Rataj
Michal Rataj (* 26. ledna 1975 Písek) je český hudební skladatel, pedagog a rozhlasový producent. Kromě hudby instrumentální a vokální se zabývá především elektroakustickou hudbou a zvukovou kompozicí. Je také znám jako zvukový performer, autor hudby k filmům a zvukového designu rozhlasových her.

## Život
Po absolvování píseckého gymnázia vystudoval hudební vědu na Filozofické fakultě Univerzity Karlovy (1999) a skladbu na Hudební a taneční fakultě Akademie múzických umění (2003) v Praze u prof. Ivana Kurze. Během studií absolvoval několikaměsíční studijní pobyty na Royal Holloway University of London (1995), Humboldt Universität zu Berlin, Musikhoschule Hans Eisler (1998) a Universität der Künste zu Berlin (2002). V roce 2006 zakončil doktorské studium skladby a teorie skladby u prof. Milana Slavického s dizertací zaměřenou na elektroakustickou hudbu a současné koncepty radioartu. Ve své tvorbě se věnuje převážně elektroakustické, instrumentální a vokální koncertní hudbě. Sólově pak vystupuje jako improvizátor ať už sólově nebo v duu s dalšími hudebními či zvukovými performery. Klíčové jsou pro Michala Rataje různé aspekty práce s prostorovým zvukem a spektrálními transformacemi v reálném i nereálném čase.
Na jaře roku 2004 se účastnil artist-in-residence programu vídeňského MuseumsQuartier a v akademickém roce 2007–2008 získal pozici Fulbright Scholar v Centre For New Music And Technology (CNMAT) na University Of California v Berkeley.
Michal Rataj pracoval v letech 2000–2013 jako hudební režisér a producent Českého rozhlasu pro oblast radioartu a byl členem mezinárodní producentské skupiny EBU Ars Acustica. Od roku 2003 je producentem pořadu Radioateliér Českého rozhlasu 3 – Vltava a internetového portálu rAdioCUSTICA. Působí jako docent na katedře skladby HAMU v oblasti elektroakustické hudby, od roku 2008 je vyučujícím na pražské pobočce New York University.
Účastní se řady evropských festivalů (Ostravské dny, Contempuls, V:NM Graz, AudioArt Kraków, NextWave, Multiplace, MetaMorf Trondheim, Lab30 Augsburg), zkomponoval velké množství scénických hudeb pro rozhlas, televizi, film a divadelní inscenace, jeho skladby byly vysílány a provozovány v řadě zemí celého světa.

## Filmová a televizní tvorba
- Vánoční panenka (hraný film, režie Otakar Kosek, Česká televize 2002)
- Prsten Krále řeky (hraný film, režie Otakar Kosek, Česká televize 2004)
- Až kohout snese vejce (hraný film, režie Otakar Kosek, Česká televize 2006)
- Diáře a romány Pavla Kohouta (dokumentární film, režie Radim Procházka, Česká televize 2008)[4]
- V hlavní roli Gustáv Husák (dokumentární film, režie Robert Sedláček, Česká televize 2008)[5]
- Štíty království českého (dokumentární cyklus, režie Robert Sedláček, Česká televize 2008)[6]
- Sráči (hraný film, režie Robert Sedláček, 2011)[7]
- Rodina je základ státu (biograf, režie Robert Sedláček, 2011, Cena filmové kritiky)
- Vymezený prostor / Designated Space (Hudební filmový dokument o Pražském Quadrienale 2011, režie Hana Železná, PQ 2011)[8]
- In Focus (dokumentární projekt EBU, režie Kamila Zlatušková, 2012)
- České století (filmový seriál, režie Robert Sedláček, Česká televize 2012–2013)[9]
- Bohéma (filmový cyklus Terezy Brdečkové a Roberta Sedláčka, 2016)
- Život a doba soudce A. K. 2 (režie Robert Sedláček, Radim Špaček, Bohdan Sláma, 2017)[10]
- Jan Palach (režie Robert Sedláček, 2018)
- Sever (režie Robert Sedláček, 2019)[11]

## Ocenění
2020
- Cena OSA – Nejúspěšnější skladatel vážné hudby v zahraničí

2015
- 1. cena Musica Nova 2015 za skladbu Small Imprints pro klarinet a live electronics
- Čestné uznání Palma Ars Acustica za skladbu Interspaces (WDR 2015)

2009
- druhé místo za Ether-Sound-Escape, Sond´Ar-te Competition, Portugalsko
- Cena LʼArsenale Ensemble – objednávka nové skladby pro sezónu 2009/2010 s italským sólistou Mariem Caroli (Elementary Inside)
- finalista Prix Italia s adaptací Büchnerova Vojcka (realizace scénické hudby a zvukového designu v režii Aleše Vrzáka)
- Grand Prix Marulic za realizaci Büchnerova Vojcka

2008
- čestné uznání Musica Nova za Silence Talking (fl, live electornic)
- cena Prix Bohemia Radio za zvukový design ke hře Davida Drábka Vykřičené domy (režie Aleš Vrzák) a hlavní cena za realizaci adaptace Zpátky na Luční vrch (režie Ivan Chrz)

2007
- čestné uznání Musica Nova 2007 za skladbu Dreaming Life

2006
- cena OSA pro nejúspěšnějšího skladatele vážné hudby do 30 let
- druhé místo za skladbu Hearing First ve španělské soutěži Confluencias

2005
- čestné uznání za skladbu Hearing First, Musica Nova 2005

2001
- třetí cena v soutěži Musica Nova za skladbu ...per saecula saeculorum... (vcl + live electronic)

2000
- první cena v soutěži Generace za skladbu Pětkrát totéž (fl, pno)